# Robert Ufford, 1. Earl of Suffolk

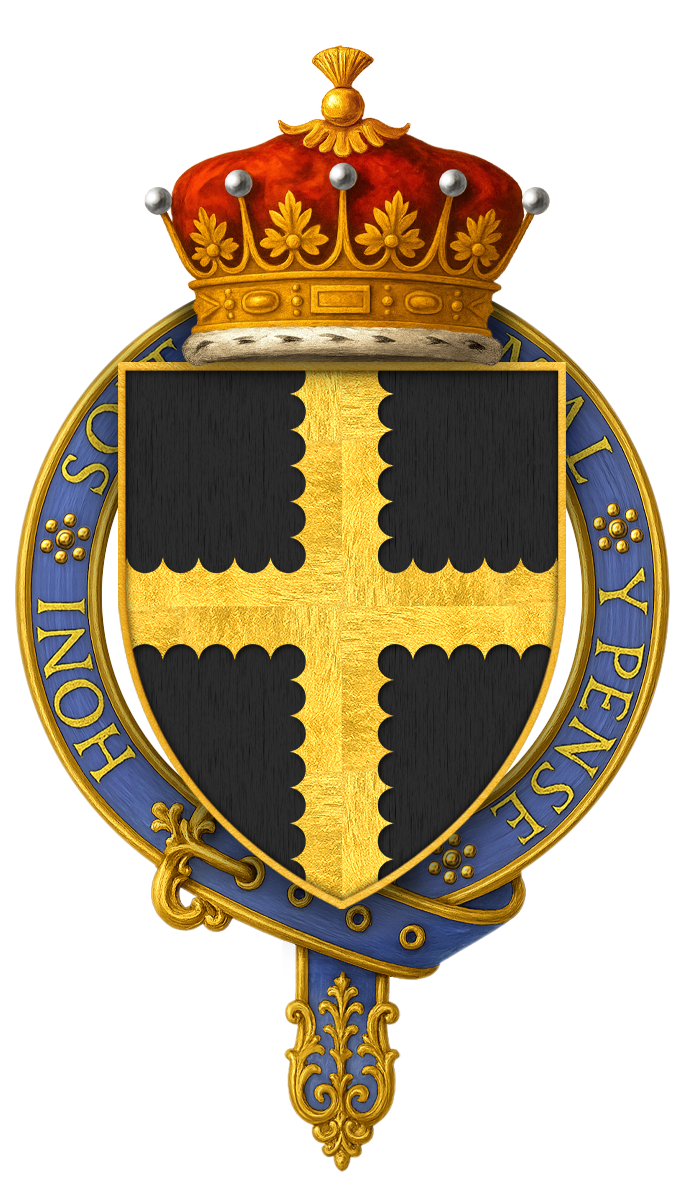
Wappen des Robert Ufford, 1. Earl of Suffolk

Robert Ufford, 1. Earl of Suffolk KG (auch Robert de Ufford, * 9. August 1298; † 4. November 1369) war ein englischer Adliger.
Er war der ältere Sohn von Sir Robert Ufford (1279–1316), Gutsherr von Ufford in Suffolk, und dessen Gattin Cecily de Valoignes. Sein Großvater Sir Robert de Ufford (um 1235–1298) und sein jüngerer Bruder Sir Ralph Ufford († 1346) waren zeitweise Justiciar of Ireland. Sein Vater wurde 1309 durch Writ of Summons ins Parlament berufen; nach heutigem Verständnis wurde ihm dadurch der erbliche Titel Baron Ufford verliehen, der bei dessen Tod ihm zufiel.
Beim Tod seines Vaters, 1316, war Robert noch minderjährig, weshalb er erst am 19. Mai 1318 mit den Ländereien seines verstorbenen Vaters belehnt wurde. Kurz darauf wurde er zum Knight Bachelor geschlagen. Am 16. März 1337 wurde er zum Earl of Suffolk erhoben. Er nahm an den Kämpfen des Schottischen Unabhängigkeitskrieges und des Hundertjährigen Krieges in Frankreich teil und wurde kurz nach Gründung des Hosenbandordens 1348 als Knight Companion in diesen aufgenommen.
1324 heiratete er Margaret Norwich († 1368), Tochter des Sir Walter Norwich († 1329). Mit ihr hatte er drei Söhne und fünf Töchter:
- Robert Ufford († 1364);
- William Ufford, 2. Earl of Suffolk (1339–1382);
- Walter Ufford (* 1343) ⚭ Elizabeth de Montagu, Tochter des Edward Montagu, 1. Baron Montagu;
- Joan Ufford;
- Katherine Ufford ⚭ Robert de Scales, 3. Baron Scales;
- Cecily Ufford ⚭ William de Willoughby, Sohn des 3. Baron Willoughby de Eresby;
- Margaret Ufford († vor 1368) ⚭ William Ferrers, 3. Baron Ferrers of Groby;
- Maud Ufford, Nonne in der Augustinerpriorei in Campsea Ashe, Suffolk.